# 2024년 샌디에이고 파드리스 시즌
2024년 샌디에이고 파드리스 시즌은 메이저리그의 프로 야구단 샌디에이고 파드리스의 2024년 시즌을 일컫는다. 마이크 실트 감독이 팀을 이끈 첫 시즌이며, 팀은 내셔널리그 서부리그 5팀 중 2위였으나, 와일드카드 1위에 오르며 포스트시즌에 진출했다. 이후 와일드카드 시리즈에서 애틀랜타 브레이브스를 상대로 스윕승을 거두었으나 디비전 시리즈에서 LA 다저스를 상대로 2승 3패로 밀리며 탈락했다.

## 타이틀
- 최소 삼진: 아라에즈 (29)
- 선발등판: 시즈 (33)
- 완봉: 시즈 (1)
- 내셔널리그 안타: 아라에즈 (200)
- 내셔널리그 타율: 아라에즈 (0.314)
- 내셔널리그 최소 피안타: 시즈 (137)
- 내셔널리그 사구: 프로파 (18)

## 선수단
- 선발투수: 시즈, 킹, 다르빗슈, 머스그로브, 페레스, 월드론, 바스케스, 마주르
- 구원투수: 애덤, 모레혼, 에스트라다, 호잉, 마쓰이, 스캇, 페랄타, 레이놀즈, 제이콥, 데 로스 산토스, 브리토, 에드워즈, 길라스피, 아빌라, 콜렉, 데이비스, 코스그로브
- 마무리투수: 수아레스
- 포수: 히가시오카, 디아스, 설리반, 캄푸사노
- 1루수: 크로넨워스, 아라에즈, 배튼
- 2루수: 보가츠, 아메드
- 유격수: 김하성, 맥코이
- 3루수: 마차도, 솔라노, 로사리오, 폴리, 웨이드
- 좌익수: 프로파, 라크릿지, 아소카르
- 중견수: 메릴
- 우익수: 타티스, 페랄타, 존슨
- 지명타자: -[1]